# Szczelina nad Zagonem
Szczelina nad Zagonem – jaskinia w Dolinie Małej Łąki w Tatrach Zachodnich. Wejście do niej znajduje się we wschodnim stoku Zagonnej Turni, w pobliżu Jaskini nad Zagonem, na wysokości 1628 m n.p.m. Długość jaskini wynosi 12 metrów, a jej deniwelacja 7,5 metra.

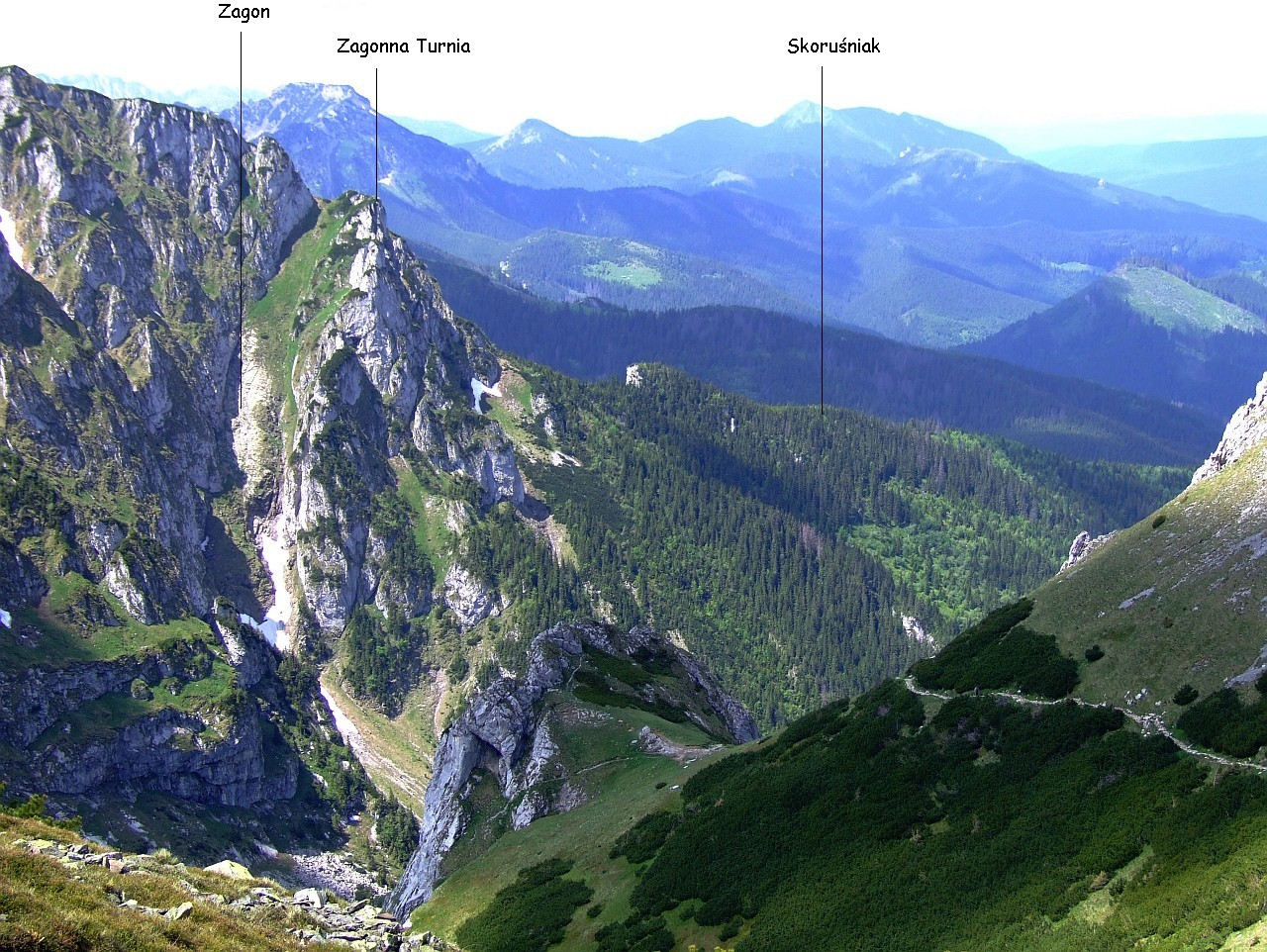
Zagonna Turnia i Zagon w Dolinie Małej Łąki

## Opis jaskini
Jaskinię stanowi 4-metrowa studzienka zaczynająca się w szczelinowym, szerokim otworze wejściowym i przechodząca w stromą, kilkumetrową pochylnię.

## Przyroda
W jaskini brak jest nacieków, Ściany są suche, rosną na nich mchy, wątrobowce, porosty i paprocie.

## Historia odkryć
Jaskinię prawdopodobnie odkryli w lipcu 1959 roku M. Kruczek i S. Wójcik z Zakopanego.